# Ocrepeira redempta
Ocrepeira redempta là một loài nhện trong họ Araneidae.
Loài này thuộc chi Ocrepeira. Ocrepeira redempta được Willis J. Gertsch & Mulaik miêu tả năm 1936.